# Hands Up! (1926)
Hands Up! is een Amerikaanse filmkomedie uit 1926 geregisseerd door Clarence G. Badger. De film werd in 2005 opgenomen in het National Film Registry.

## Rolverdeling
| Acteur              | Personage          |
| ------------------- | ------------------ |
| George A. Billings  | Abraham Lincoln    |
| Virginia Lee Corbin | Alice Woodstock    |
| Charles K. French   | Brigham Young      |
| Raymond Griffith    | Jack               |
| Noble Johnson       | Sitting Bull       |
| Montagu Love        | Capt. Edward Logan |
| Marian Nixon        | Mae                |
| Mack Swain          | Silas Woodstock    |
| Jim Blackwell       | Knecht             |